# Final de la Copa Asiática 1996

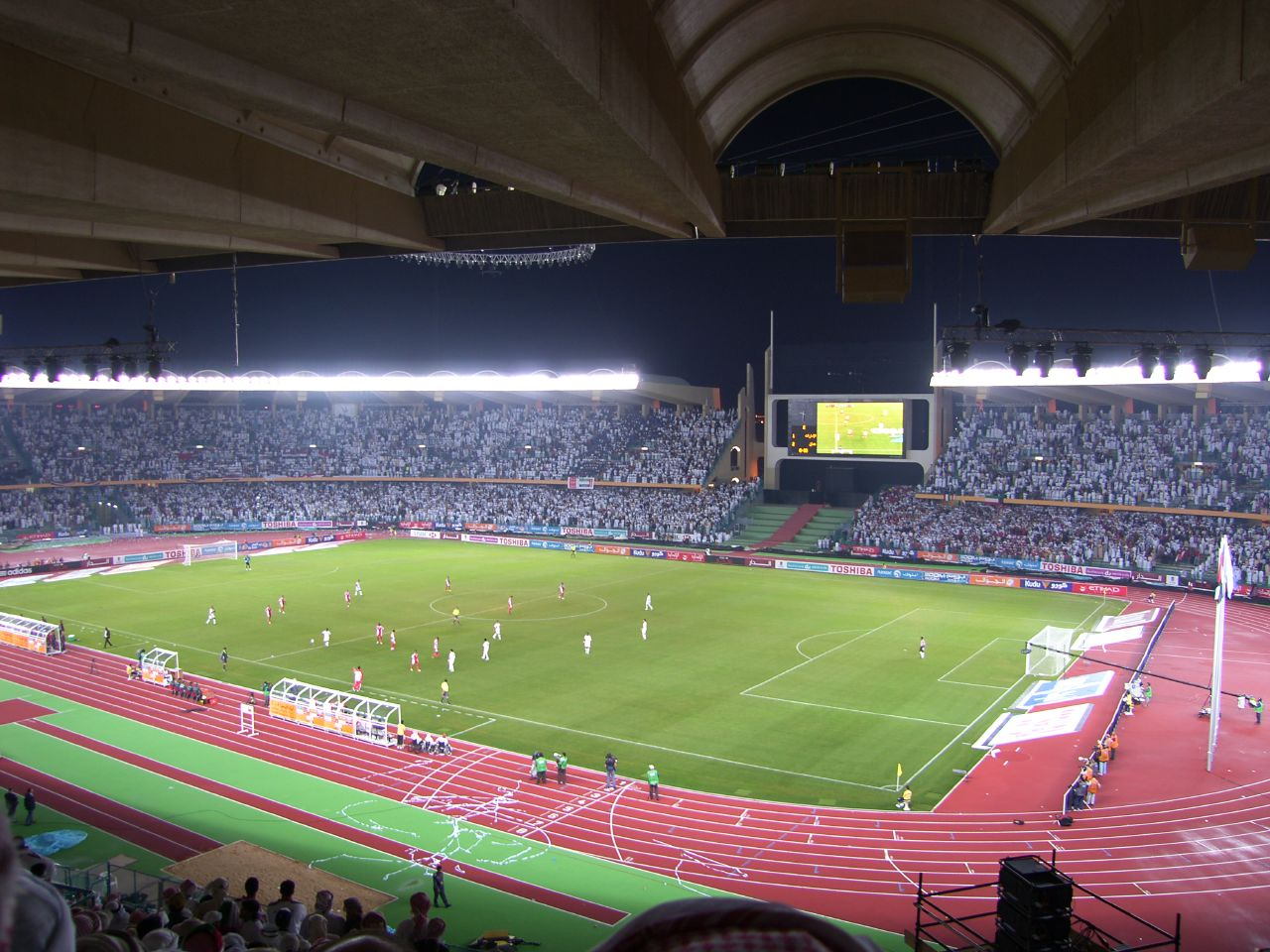
El Estadio Jeque Zayed fue el recinto donde se disputó la final.

La final de la Copa Asiática de 1996 fue jugada en el Estadio Jeque Zayed el 21 de diciembre del año 1996, los finalistas del torneo fueron la selección local de los Emiratos Árabes Unidos y la selección de Arabia Saudita. El ganador del partido tenía derecho a participar en la Copa FIFA Confederaciones de 1997 que sería realizada en Arabia Saudita. El campeonato fue ganado por los saudíes luego de que el 0 a 0 se mantuviera durante todo el partido, teniendo que recurrir a la tanda de penales para dirimir al monarca del torneo. Con esto Arabia Saudita obtuvo el cupo asiático para disputar la copa organizada ahora por la FIFA, sin embargo al estar ya clasificado de antemano debido a que era el anfitrión de la competencia, el cupo le fue entregado al subcampeón del torneo, en este caso a los Emiratos Árabes Unidos.

## Enfrentamiento
| Bandera de Emiratos Árabes Unidos | vs. | Bandera de Arabia Saudita |
| Emiratos Árabes Unidos 0 (2)      | vs. | Arabia Saudita 0 (4)      |
| --------------------------------- | --- | ------------------------- |

## Camino a la final
| Equipo                 | Pts. | PJ | PG | PE | PP | GF | GC | Dif |
| ---------------------- | ---- | -- | -- | -- | -- | -- | -- | --- |
| Emiratos Árabes Unidos | 7    | 3  | 2  | 1  | 0  | 6  | 3  | 3   |
| Kuwait                 | 4    | 3  | 1  | 1  | 1  | 6  | 5  | 1   |
| Corea del Sur          | 4    | 3  | 1  | 1  | 1  | 7  | 1  | 6   |
| Indonesia              | 1    | 3  | 0  | 1  | 2  | 4  | 8  | -4  |

| Equipo         | Pts. | PJ | PG | PE | PP | GF | GC | Dif |
| -------------- | ---- | -- | -- | -- | -- | -- | -- | --- |
| Irán           | 6    | 3  | 2  | 0  | 1  | 7  | 3  | 4   |
| Arabia Saudita | 6    | 3  | 2  | 0  | 1  | 7  | 3  | 4   |
| Irak           | 6    | 3  | 2  | 0  | 1  | 6  | 3  | 3   |
| Tailandia      | 0    | 3  | 0  | 0  | 3  | 2  | 13 | -11 |

## Partido
| 17         | Guardameta     | Muhsin Musabah       |     |
| 3          | Defensa        | Munther Abdullah     |     |
| 5          | Defensa        | Yousef Saleh         |     |
| 6          | Defensa        | Ismail Rashid Ismail |     |
| 12         | Defensa        | Hassan Mubarak       |     |
| 10         | Centrocampista | Adnan Al-Talyani     | 91' |
| 16         | Centrocampista | Hassan Ahmed         |     |
| 18         | Centrocampista | Ahmed Ibrahim Ali    |     |
| 7          | Delantero      | Saad Bakheet Mubarak | 46' |
| 15         | Delantero      | Mohamed Ali          |     |
| 23         | Delantero      | Abdel Ahmed          | 46' |
| Entrenador | Entrenador     | Tomislav Ivić        |     |

| 1          | Guardameta     | Mohamed Al-Deayea    |     |
| 2          | Defensa        | Mohammed Al-Jahani   |     |
| 3          | Defensa        | Mohammed Al-Khilaiwi | 77' |
| 4          | Defensa        | Abdullah Zubromawi   |     |
| 13         | Defensa        | Hussein Abdulghani   |     |
| 8          | Centrocampista | Khalid Al Temawi     |     |
| 9          | Centrocampista | Sami Al-Jaber        | 62' |
| 14         | Centrocampista | Khaled Al-Muwallid   |     |
| 16         | Centrocampista | Khamis Al-Dosari     |     |
| 10         | Delantero      | Fahad Al-Mehallel    | 80' |
| 15         | Delantero      | Yousuf Al-Thunayan   |     |
| Entrenador | Entrenador     | Nelo Vingada         |     |

| 13 | Defensa        | Abdulaziz Mohamed    | 46' |
| 11 | Centrocampista | Zuhair Bakheet       | 46' |
| 14 | Delantero      | Khamees Saad Mubarak | 91' |

| 25 | Centrocampista | Abdullah Al-Dosari | 62' |
| 12 | Delantero      | Ibrahim Al-Harbi   | 77' |
| 20 | Delantero      | Hamzah Idris       | 80' |

| Expulsado | 83' | Hussein Abdulghani |

|                      |                          | 0:1 | Acierto de penal         | Yousuf Al-Thunayan |
| Mohamed Ali          | Acierto de penal         | 1:1 |                          |                    |
|                      |                          | 1:2 | Acierto de penal         | Abdullah Zubromawi |
| Yousef Saleh         | Fallo de penal (Atajado) | 1:2 |                          |                    |
|                      |                          | 1:2 | Fallo de penal (Fallado) | Ibrahim Al-Harbi   |
| Khamees Saad Mubarak | Acierto de penal         | 2:2 |                          |                    |
|                      |                          | 2:3 | Acierto de penal         | Khalid Al Temawi   |
| Hassan Ahmed         | Fallo de penal (Fallado) | 2:3 |                          |                    |
|                      |                          | 2:4 | Acierto de penal         | Khaled Al-Muwallid |

| Árbitro | Mohd Nazri Abdullah |

| 17         | Guardameta     | Muhsin Musabah       |     |
| 3          | Defensa        | Munther Abdullah     |     |
| 5          | Defensa        | Yousef Saleh         |     |
| 6          | Defensa        | Ismail Rashid Ismail |     |
| 12         | Defensa        | Hassan Mubarak       |     |
| 10         | Centrocampista | Adnan Al-Talyani     | 91' |
| 16         | Centrocampista | Hassan Ahmed         |     |
| 18         | Centrocampista | Ahmed Ibrahim Ali    |     |
| 7          | Delantero      | Saad Bakheet Mubarak | 46' |
| 15         | Delantero      | Mohamed Ali          |     |
| 23         | Delantero      | Abdel Ahmed          | 46' |
| Entrenador | Entrenador     | Tomislav Ivić        |     |

| 1          | Guardameta     | Mohamed Al-Deayea    |     |
| 2          | Defensa        | Mohammed Al-Jahani   |     |
| 3          | Defensa        | Mohammed Al-Khilaiwi | 77' |
| 4          | Defensa        | Abdullah Zubromawi   |     |
| 13         | Defensa        | Hussein Abdulghani   |     |
| 8          | Centrocampista | Khalid Al Temawi     |     |
| 9          | Centrocampista | Sami Al-Jaber        | 62' |
| 14         | Centrocampista | Khaled Al-Muwallid   |     |
| 16         | Centrocampista | Khamis Al-Dosari     |     |
| 10         | Delantero      | Fahad Al-Mehallel    | 80' |
| 15         | Delantero      | Yousuf Al-Thunayan   |     |
| Entrenador | Entrenador     | Nelo Vingada         |     |

| 13 | Defensa        | Abdulaziz Mohamed    | 46' |
| 11 | Centrocampista | Zuhair Bakheet       | 46' |
| 14 | Delantero      | Khamees Saad Mubarak | 91' |

| 25 | Centrocampista | Abdullah Al-Dosari | 62' |
| 12 | Delantero      | Ibrahim Al-Harbi   | 77' |
| 20 | Delantero      | Hamzah Idris       | 80' |

| Expulsado | 83' | Hussein Abdulghani |

|                      |                          | 0:1 | Acierto de penal         | Yousuf Al-Thunayan |
| Mohamed Ali          | Acierto de penal         | 1:1 |                          |                    |
|                      |                          | 1:2 | Acierto de penal         | Abdullah Zubromawi |
| Yousef Saleh         | Fallo de penal (Atajado) | 1:2 |                          |                    |
|                      |                          | 1:2 | Fallo de penal (Fallado) | Ibrahim Al-Harbi   |
| Khamees Saad Mubarak | Acierto de penal         | 2:2 |                          |                    |
|                      |                          | 2:3 | Acierto de penal         | Khalid Al Temawi   |
| Hassan Ahmed         | Fallo de penal (Fallado) | 2:3 |                          |                    |
|                      |                          | 2:4 | Acierto de penal         | Khaled Al-Muwallid |

| Árbitro | Mohd Nazri Abdullah |

|                           |
| Bandera de Arabia Saudita |
| Campeón Arabia Saudita    |
| 3.er título               |